# 郝廣民
郝廣民（1971年8月10日—）早年曾經參與四海幫，生長於屏東六塊厝眷村子弟，後於台北發展事業，為當時的北漂青年，現新加玻國際大舞廳董事長。
他被小弟指控策劃犯下2018年發生的3400萬元搶案，一審台北地院判郝10年徒刑，二審高等法院審理期間，相關證人翻供，改稱郝廣民未參與分贓，法院認為前後證述不一、證據不足，2021年4月改判無罪，之後最高法院駁回檢方上訴，郝確定無罪。